# Saara Kuugongelwa-Amadhila
Saara Kuugongelwa-Amadhila, née le 12 octobre 1967 à Otamanzi de la commune d'Okahao, est une femme d'État namibienne,, Première ministre du 21 mars 2015 au 21 mars 2025 et présidente de l'Assemblée nationale depuis le 21 mars 2025. Elle est la première femme chef d'un gouvernement et à présider l'Assemblée nationale en Namibie.

## Biographie
Saara Kuugongelwa-Amadhila est née à Otamanzi, de la commune d'Okahao, dans la région nord d'Omusati. 
Elle s'exile dans le sillage du parti SWAPO en 1980, alors âgée de 13 ans. Elle part ensuite pour la Sierra Leone en 1982, à l'âge de 15 ans. Elle fréquente les écoles secondaires de filles Koidu (1982-1984) et de Saint-Jose-et-Bélbine (1984-1987). 
De 1991 à 1994, elle étudie à la Lincoln University en Pennsylvanie (États-Unis), où elle obtient une licence en économie. 

### Carrière politique
Saara Kuugongelwa rentre en Namibie en 1995 après avoir obtenu son diplôme universitaire et occupe le poste de responsable du bureau du président sous le mandat de Sam Nujoma. 
À l’âge de 27 ans cette même année, elle est nommée directrice générale de la Commission nationale de la planification, un poste ministériel. Elle est nommée ministre des Finances en 2003 et le reste pendant douze ans, avant que Calle Schlletwein lui succède. 
Elle prête serment comme Première ministre le 21 mars 2015 aux côtés du président Hage Geingob. Elle est la première femme à occuper ce poste et la quatrième Premier ministre de Namibie. Elle est également l'une des trois femmes au sommet du gouvernement de Namibie.
Elle est élue présidente de l'Assemblée nationale le 20 mars 2025, devenant la première femme de l'histoire à présider la chambre basse du parlement namibien.

### Engagement pour les femmes
En mai 2016, Saara Kuugongelwa-Amadhila prend part à une discussion du projet « Femmes dans la fonction publique du Wilson Center ». Elle évoque l'égalité des sexes à de nombreuses reprises, citant notamment la visite de l'homme d'État malien Modibo Keita et le discours lu par Christine Hoebes au nom de ce dernier lors du 10e sommet des femmes namibiennes, où elle a déclaré qu'il faudrait 70 ans pour combler l'écart de rémunération entre hommes et femmes en Afrique.

## Prix et récompenses
- 2014 : Le Jour des héros, Saara Kuugongelwa reçoit l'ordre du Soleil le plus brillant, deuxième classe[6].